# エスプレット
エスぺレット（フランス語：Espelette、バスク語：Ezpeleta）はフランス、ヌーヴェル＝アキテーヌ地域圏、ピレネー＝アトランティック県のコミューンである。

## 歴史
エスペレットの地名はこの地に所領のあったナバラ王国の貴族、エスプレット男爵家に由来する。原義は「ツゲの植えられた場所」の意である。11世紀にエスペレットに居城を構えたエスペレット家は1694年に最後の領主となった女男爵が後継者を残さずに亡くなるまでこの地域を治めた。エスペレット城は近年、修復が行なわれた。
17世紀に建てられたサンテチエンヌ教会は歴史遺産として知られている。墓地には初代ミス・フランス（1920年）であるアニエス・スール（ビアリッツ出身）の墓がある。

## 特産品
エスペレットの特産品はトウガラシである。集落の伝統的家屋では秋になると家の正面（ファサード）やバルコニーなどにトウガラシの飾りつけを行なう風習がある。毎年10月にトウガラシ祭り（Fête du piment）が開かれる。
このほか、ポトックと呼ばれるポニーの畜産でも知られている。毎年1月に馬市が立つ。

## 出身の著名人
アルマン・ダヴィッド（Armand David、1826-1900）ラザリスト会士、動物学者、植物学者。中国でカトリックの宣教活動を行なう一方、ジャイアントパンダやシフゾウを西洋人として初めて発見、紹介した。エスペレットの生家にはWWFによる記念プレートがある。

## ギャラリー

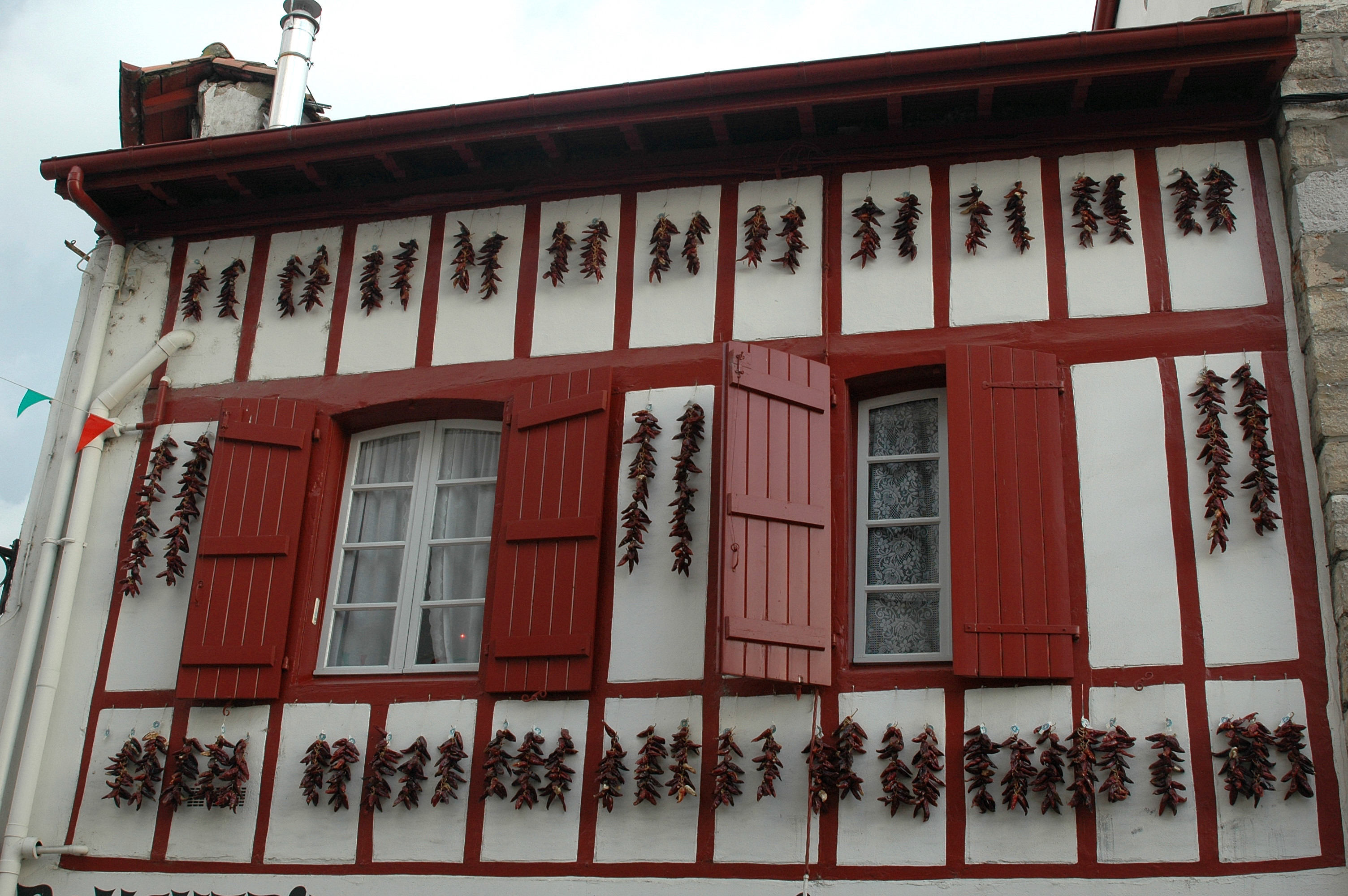
トウガラシで飾られた家
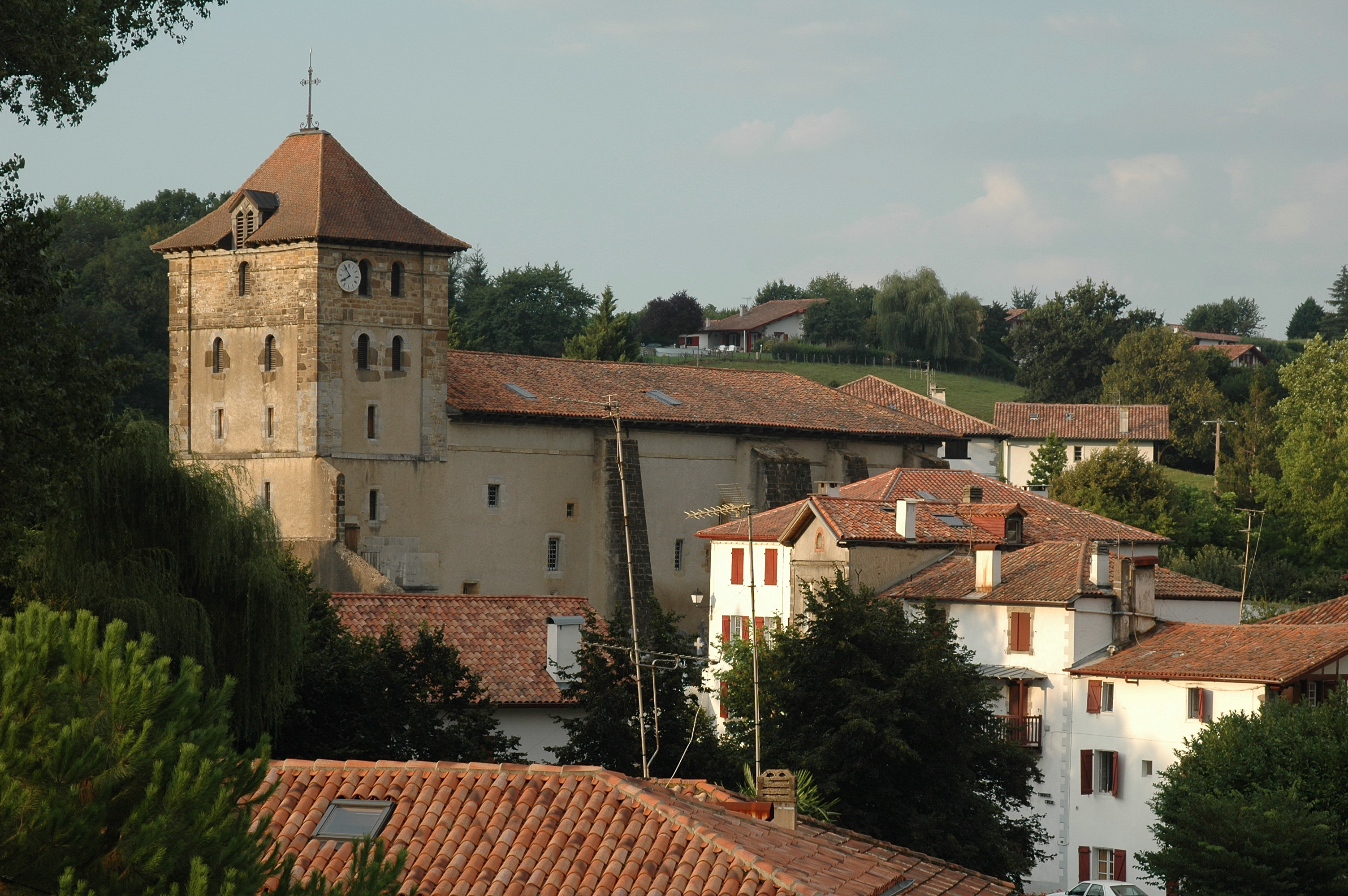
サンテチエンヌ教会
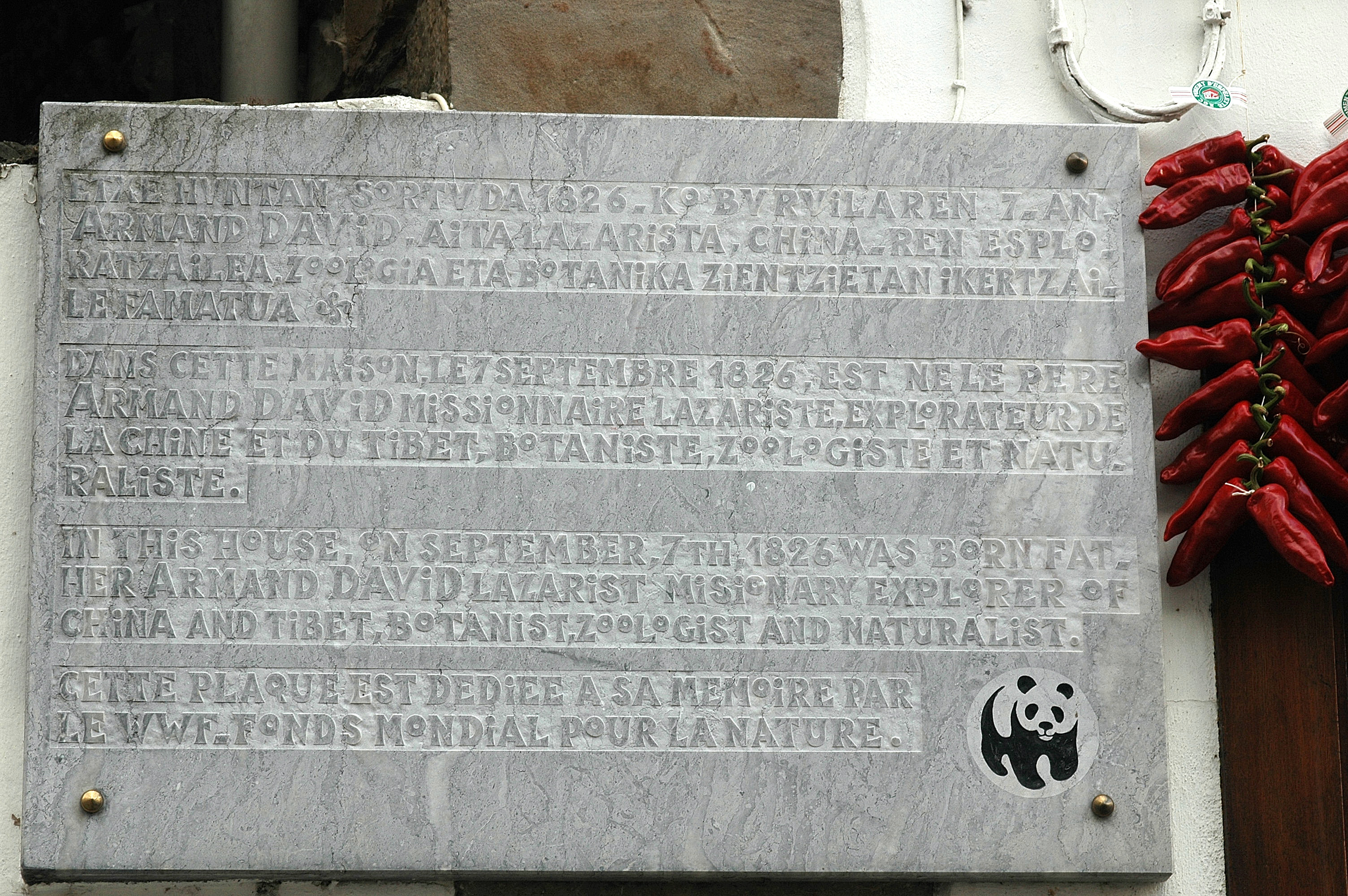
ダヴィッド神父の記念プレート